# Table des caractères Unicode/U10900
Cette page contient des caractères spéciaux ou non latins. S’ils s’affichent mal (▯, ?, etc.), consultez la page d’aide Unicode.
Table des caractères Unicode U+10900 à U+1091F (écrits de droite à gauche).

## Phénicien(Unicode 5.0)
Lettres, nombres et signe de ponctuation utilisés pour l’abjad phénicien.

### Table des caractères
| en fr   | 0 | 1 | 2 | 3 | 4 | 5 | 6 | 7 | 8 | 9 | A | B | C | D | E | F |
| U+10900 | 𐤀 | 𐤁 | 𐤂 | 𐤃 | 𐤄 | 𐤅 | 𐤆 | 𐤇 | 𐤈 | 𐤉 | 𐤊 | 𐤋 | 𐤌 | 𐤍 | 𐤎 | 𐤏 |
| ------- | - | - | - | - | - | - | - | - | - | - | - | - | - | - | - | - |
| U+10910 | 𐤐 | 𐤑 | 𐤒 | 𐤓 | 𐤔 | 𐤕 | 𐤖 | 𐤗 | 𐤘 | 𐤙 | 𐤚 | 𐤛 |   |   |   | 𐤟 |